# Майк Корні
Майк Корні (англ. Mike Korney; нар. 15 вересня 1953, Дофін) — канадський хокеїст, що грав на позиції захисника.

## Ігрова кар'єра
Вихованець місцевого відомого клубу «Дофін Кінгз». 
Професійну хокейну кар'єру розпочав 1973 року.
1973 року був обраний на драфті НХЛ під 59-м загальним номером командою «Детройт Ред-Вінгс». 
Протягом професійної клубної ігрової кар'єри, що тривала 9 років, захищав кольори команд «Детройт Ред-Вінгс» та «Нью-Йорк Рейнджерс».

## Статистика НХЛ
| Сезон        | Клуб                 | Ліга         | Регулярний сезон | Регулярний сезон | Регулярний сезон | Регулярний сезон | Регулярний сезон | Плей-оф | Плей-оф | Плей-оф | Плей-оф | Плей-оф |
| Сезон        | Клуб                 | Ліга         | І                | Г                | П                | О                | ШХ               | І       | Г       | П       | О       | ШХ      |
| ------------ | -------------------- | ------------ | ---------------- | ---------------- | ---------------- | ---------------- | ---------------- | ------- | ------- | ------- | ------- | ------- |
| 1973—74      | «Детройт Ред-Вінгс»  | НХЛ          | 2                | 0                | 0                | 0                | 0                | —       | —       | —       | —       | —       |
| 1974—75      | «Детройт Ред-Вінгс»  | НХЛ          | 30               | 8                | 2                | 10               | 18               | —       | —       | —       | —       | —       |
| 1975—76      | «Детройт Ред-Вінгс»  | НХЛ          | 27               | 1                | 7                | 8                | 23               | —       | —       | —       | —       | —       |
| 1978—79      | «Нью-Йорк Рейнджерс» | НХЛ          | 18               | 0                | 1                | 1                | 18               | —       | —       | —       | —       | —       |
| Усього в НХЛ | Усього в НХЛ         | Усього в НХЛ | 77               | 9                | 10               | 19               | 59               | —       | —       | —       | —       | —       |